# 삼천군
삼천군(三泉郡)은 조선민주주의인민공화국의 황해남도에 속하는 군이다.

## 지리
황해남도 중부의 내륙에 있다. 서쪽으로 송화군, 남쪽으로 장연군·태탄군, 동쪽으로 신천군, 북쪽으로 안악군·은률군과 인접한다.

## 역사
1952년의 북한의 지방 행정 구역 재편에 의해 송화군의 봉래면, 도원면, 장양면과 련방면의 2개 리, 문무면의 8개 리 및 신천군 궁흥면의 12개 리, 초리면의 9개 리, 문화면의 5개 리를 합병해 삼천군(삼천읍, 22개 리)을 신설했다.

## 행정 구역
1읍 19리로 구성된다.
- 삼천읍 (三泉邑)
- 수장리 (壽長里)
- 덕천리 (德川里)
- 고현리 (古縣里)
- 추릉리 (楸陵里)
- 달천리 (達泉里)
- 도명리 (道明里)
- 신명리 (新明里)
- 궁흥리 (弓興里)
- 금천리 (金川里)
- 월봉리 (月峰里)
- 룡암리 (龍岩里)
- 룡천리 (龍泉里)
- 수교리 (水橋里)
- 방남리 (芳南里)
- 군산리 (群山里)
- 탑평리 (塔坪里)
- 도봉리 (道峰里)
- 련평리 (蓮坪里)
- 괴정리 (槐亭里)

## 관광
- 삼천온천
- 달천온천